# 1811 Bruwer
1811 Bruwer è un asteroide della fascia principale. Scoperto nel 1960, presenta un'orbita caratterizzata da un semiasse maggiore pari a 3,1414380 UA e da un'eccentricità di 0,1022070, inclinata di 8,51970° rispetto all'eclittica.
L'asteroide è dedicato all'astronomo sudafricano Jacobus Albertus Bruwer.